# فايز بن جريس
فايز بن جريس (3 يوليو 1994 -)، هو ممثل سعودي اشتهر بأدائه لشخصية عمر في مسلسل رشاش، وشخصية بندر في مسلسل «من هو ولدنا؟» اللذان عرضا على قناة إم بي سي ومنصة شاهد، إلى جانب أعمال تلفزيونية وسينمائية أخرى من بينها فيلم «هوبال».

## أعماله

### المسلسلات
- رشاش (2021)[1][5]
- اختطاف (2021)[6]
- من هو ولدنا؟ (2022)[7]
- من هو ولدنا؟ 2 (2023)[8]
- دكة العبيد (2023)[9]
- صعود السحرة (مسلسل قادم)[10]
- بيت العنكبوت (2024).[11]
- أمي (2025)

### الأفلام
- تمزق (2021)[12][13]
- هوبال (2024).[4]

## مشاركات
برنامج الحصة الأخيرة (2025) ضيفاً، على قناة السعودية.

## الجوائز
نال "جائزة الوجه الجديد المفضل عن فئة المسلسلات" في حفل توزيع جوائز صناع الترفيه 2022 وذلك عن عمله في مسلسل رشاش.

## روابط خارجية
- فايز بن جريس على موقع IMDb (الإنجليزية)
- فايز بن جريس على موقع قاعدة بيانات الأفلام العربية
- فايز بن جريس على موقع قاعدة بيانات الفيلم (الإنجليزية)
- فايز بن جريس على موقع ليتربوكسد (الإنجليزية)
- فايز بن جريس على موقع كينوبويسك (الروسية)